# Округ Адамс (Пенсилванија)
Округ Адамс (енгл. Adams County) је округ у америчкој савезној држави Пенсилванија.

## Демографија
По попису из 2010. године број становника је 101.407, што је 10.115 (11,1%) становника више него 2000. године.
| Група             | 2000.          | 2010.          |
| Белци             | 85.558 (93,7%) | 91.830 (90,6%) |
| Афроамериканци    | 1.105 (1,2%)   | 1.561 (1,5%)   |
| Азијати           | 448 (0,5%)     | 746 (0,7%)     |
| Хиспаноамериканци | 3.323 (3,6%)   | 6.115 (6,0%)   |
| Укупно            | 91.292         | 101.407        |